# FC Gütersloh (1978)
Der FC Gütersloh (offiziell: Fußballclub Gütersloh e. V.) war ein Fußballverein aus Gütersloh. Der Verein wurde am 12. Mai 1978 durch eine Fusion der Fußballabteilungen des SV Arminia Gütersloh und der DJK Gütersloh gegründet. Die erste Mannschaft spielte von 1996 bis 1999 in der 2. Bundesliga und nahm siebenmal am DFB-Pokal teil. Dabei erreichten die Gütersloher dreimal die zweite Runde.
Am 14. Februar 2000 musste der hochverschuldete Verein aufgelöst werden. Als Nachfolger wurde drei Tage später der FC Gütersloh 2000 gegründet, der 2017 in FC Gütersloh umbenannt wurde. Heimspielstätte des FC Gütersloh war das Heidewaldstadion.

## Geschichte

### Die Stammvereine
Der FC Gütersloh entstand am 12. Mai 1978 durch Fusion der Fußballabteilungen des SV Arminia Gütersloh und der DJK Gütersloh. Die DJK spielte von 1974 bis 1976 in der 2. Bundesliga, während der SV Arminia 1977 in der Aufstiegsrunde zur 2. Bundesliga scheiterte. Der Zusammenschluss war eine Vernunftehe, da beide Vereine finanziell angeschlagen waren und beide Clubs die Einsicht hatten, dass sie gemeinsam mehr für den Gütersloher Fußball erreichen könnten. Bereits 1974 gab es den Versuch einer Fusion, der jedoch scheiterte.

### Gründung und Amateurskandal (1978 bis 1990)
| Saison        | Liga         | Level | Platz | Tore  | Punkte |
| ------------- | ------------ | ----- | ----- | ----- | ------ |
| 1978/79       | OL Westfalen | III   | 4.    | 65:41 | 44:24  |
| 1979/80       | OL Westfalen | III   | 6.    | 53:40 | 35:33  |
| 1980/81       | OL Westfalen | III   | 4.    | 64:44 | 43:25  |
| 1981/82       | OL Westfalen | III   | 2.    | 79:47 | 50:30  |
| 1982/83       | OL Westfalen | III   | 6.    | 66:52 | 36:32  |
| 1983/84       | OL Westfalen | III   | 1.    | 66:41 | 51:17  |
| 1984/85       | OL Westfalen | III   | 14.   | 42:49 | 30:38  |
| 1985/86       | OL Westfalen | III   | 3.    | 58:43 | 40:24  |
| 1986/87       | OL Westfalen | III   | 8.    | 36:37 | 30:30  |
| 1987/88       | OL Westfalen | III   | 6.    | 48:38 | 35:25  |
| 1988/89       | OL Westfalen | III   | 6.    | 45:42 | 31:29  |
| 1989/90       | OL Westfalen | III   | 15.   | 30:45 | 26:34  |
| OL = Oberliga |              |       |       |       |        |

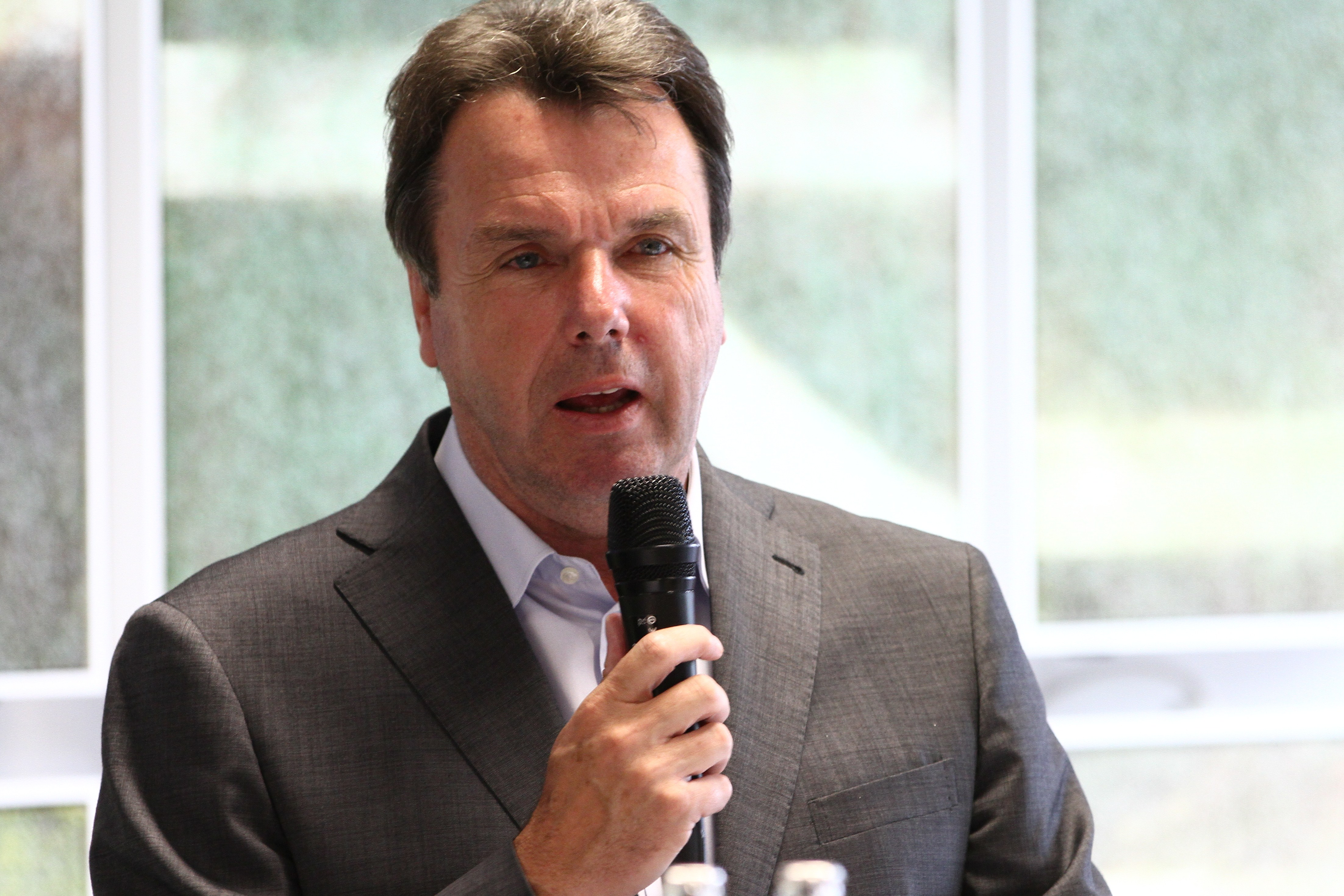
Heribert Bruchhagen, Trainer von 1983 bis 1988

Der neue Verein kam im ersten Meisterschaftsspiel der Vereinsgeschichte zu einem deutlichen 7:3-Sieg gegen den Ahlener SV und etablierte sich in der Spitzengruppe der Oberliga Westfalen. Nach vierten Plätzen 1978/79 und 1980/81 wurden die Gütersloher 1982 Vizemeister hinter dem TuS Schloß Neuhaus. In der deutschen Amateurmeisterschaft schied der FCG im Viertelfinale knapp gegen die SpVgg 07 Ludwigsburg aus. Dem 0:0 im Hinspiel in Ludwigsburg folgte beim Rückspiel im Heidewald eine knappe 3:4-Niederlage. Ein Jahr später sorgten Querelen mit dem Fußball- und Leichtathletik-Verband Westfalen für Unruhe im Verein. Der Rietberger Mäzen Heinz Steinkamp lockte die Ex-Profis Volker Graul und Roland Peitsch von Arminia Bielefeld in das Heidewaldstadion. Ohne Wissen des Vereins verdienten beide als „Pseudo-Amateure“ statutenwidrige Gehälter auf Zweitliganiveau. Statt der erlaubten 700 Mark pro Monat soll Graul 180.000 Mark und Peitsch 50.000 Mark netto pro Saison verdient haben. Darüber hinaus erhielten 13 Spieler einen neuen BMW. Der FC Gütersloh wurde von Seiten der Presse als „Schlaraffenland der Fußball-Amateure“ bezeichnet. Insgesamt soll Steinkamp rund vier Millionen Mark in den Verein investiert haben. Nachdem Steinkamps Firma in Konkurs ging und Schulden in Millionenhöhe hinterließ, konnten die Gehälter nicht mehr gezahlt werden.
Daraufhin verklagten Graul und Peitsch den Verein auf Zahlung der mit Steinkamp vereinbarten Gehälter. In erster Instanz des so genannten Nettoliga-Prozesses wurde der Verein in der Sportschule Kaiserau zum Zwangsabstieg in die Verbandsliga sowie Graul und Peitsch zu jeweils dreijährigen Spielsperren verurteilt. Für die Revision wurde der Jurist Reinhard Rauball für ein Honorar in Höhe von 5.000 Mark engagiert. In zweiter Instanz wurde der Zwangsabstieg in einen Abzug von 25 Punkten umgewandelt, während die Sperren gegen die Spieler bestehen blieben. Nach der Verkündung des neuen Urteils brachen heftige Tumulte aus. Der Verein zog schließlich vor das DFB-Sportgericht, das sowohl den Punktabzug als auch die Spielersperren aufhob und lediglich eine Geldstrafe gegen den Verein aussprache. Nach diesem Prozess änderte der DFB das Amateurstatut. Sportlich ließ sich die Mannschaft nicht aus dem Konzept bringen und wurde in der Saison 1983/84 Meister. Am letzten Spieltag sorgte Martin Kollenberg durch sein Tor beim 1:0-Sieg gegen den VfB Waltrop für die Entscheidung. In der folgenden Aufstiegsrunde reichte es nur für den vierten Platz. Zwar lag die Mannschaft nach fünf Spielen noch mit 6:4 Punkten aussichtsreich im Rennen, ehe die letzten drei Spiele gegen den SV Lurup (2:5), bei Blau-Weiß 90 Berlin (0:1) und beim 1. FC Bocholt (3:4) allesamt verloren wurden.
Nachdem der FCG in der folgenden Saison nur knapp dem Abstieg entrann, errang die Mannschaft in der Saison 1985/86 noch einmal Rang drei. Danach rutschte die Mannschaft ins Mittelfeld der Tabelle ab. 1990 musste die Mannschaft überraschend absteigen. Ein Eigentor von Helmut Schröder am letzten Spieltag besiegelte den Abstieg in die Verbandsliga. Erfolgreicher war die Mannschaft in den Pokalwettbewerben. In den Jahren 1986 und 1989 erreichten die Gütersloher jeweils das Endspiel des Westfalenpokals. Beide Male verließ die Mannschaft nach 1:2-Niederlagen den Platz als Verlierer. Die Gegner waren 1986 der DSC Wanne-Eickel und drei Jahre später der VfR Sölde. Trotz der Niederlagen qualifizierte sich der FCG beide Male für den DFB-Pokal. In der Saison 1986/87 erreichten die Gütersloher nach einem Wiederholungsspielsieg über den VfL Hamm/Sieg die zweite Runde, in der sich Blau-Weiß 90 Berlin im Heidewald mit 5:0 durchsetzte. Drei Jahre später erreichte der FCG erneut die zweite Runde. Nach einem 1:1 nach Verlängerung im Heimspiel gegen den Zweitligisten Hertha BSC gelang der Mannschaft im Wiederholungsspiel im Berliner Olympiastadion durch ein Tor von Meik Tischler ein 1:0-Sieg. In der zweiten Runde unterlag der FCG dem Bundesligisten VfB Stuttgart mit 0:2 nach Verlängerung.

### Rasanter Aufstieg und Niedergang (1990 bis 2000)
| Saison                                              | Liga                | Level | Platz     | Tore      | Punkte    |
| --------------------------------------------------- | ------------------- | ----- | --------- | --------- | --------- |
| 1990/91                                             | VL Westfalen, Gr. 1 | IV    | 1.        | 56:25     | 43:17     |
| 1991/92                                             | OL Westfalen        | III   | 11.       | 38:43     | 25:35     |
| 1992/93                                             | OL Westfalen        | III   | 13.       | 42:47     | 29:39     |
| 1993/94                                             | OL Westfalen        | III   | 9.        | 45:44     | 28:32     |
| 1994/95                                             | OL Westfalen        | IV    | 1.        | 66:24     | 46:10     |
| 1995/96                                             | RL West/Südwest     | III   | 1.        | 80:36     | 77        |
| 1996/97                                             | 2. Bundesliga       | II    | 13.       | 43:51     | 42        |
| 1997/98                                             | 2. Bundesliga       | II    | 5.        | 43:26     | 55        |
| 1998/99                                             | 2. Bundesliga       | II    | 15.       | 39:58     | 37        |
| 1999/2000                                           | RL West/Südwest     | III   | Insolvenz | Insolvenz | Insolvenz |
| OL = Oberliga, VL = Verbandsliga, RL = Regionalliga |                     |       |           |           |           |

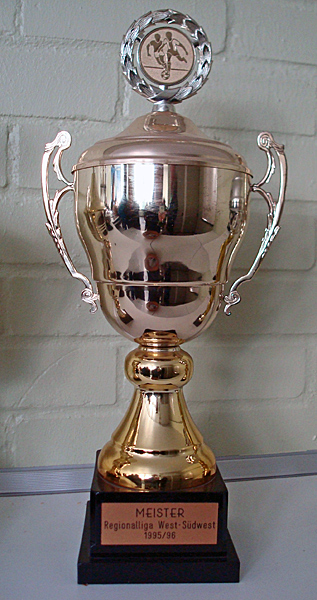
Pokal zur Regionalliga-Meisterschaft 1995/96

Mit drei Punkten Vorsprung auf die Amateure des FC Schalke 04 gelang der sofortige Wiederaufstieg in die Oberliga. Es folgten Mittelmaß und Jahre des Abstiegskampfs, ehe der FC Gütersloh 1994 die Qualifikation für die wieder eingeführte Regionalliga verpasste. Der ehemalige Bundesligaspieler Volker Graul wurde daraufhin Trainer und Manager in Personalunion. In der Saison 1994/95 schaffte der FCG als Meister den Aufstieg in die Regionalliga. Eine Sensation schaffte die Mannschaft ein Jahr später, nämlich den Durchmarsch in die 2. Bundesliga; nur am zweiten Spieltag war der FCG nicht Tabellenführer. Ein 2:0-Sieg über den SC Hauenstein am letzten Spieltag machte die Meisterschaft perfekt. Dirk van der Ven wurde mit 21 Treffern Torschützenkönig der Liga.
Trotz eines Drei-Punkte-Abzugs wegen Verstößen gegen die Lizenzbedingungen konnte die Mannschaft in der Saison 1996/97 die Klasse halten. Hinter den Kulissen kam es zu Streitigkeiten zwischen Trainer Johannes Linßen, Manager Graul und Präsident Jürgen Krämer. Gestritten wurde unter anderem darüber, wer die Schuld an den Lizenzverstößen hatte. Gleichzeitig erhöhte der ortsansässige Bertelsmann-Konzern sein finanzielles Engagement und versprach, sich bei einem etwaigen Bundesligaaufstieg noch stärker zu engagieren.
Nach einem 4:2-Auftaktsieg über den 1. FC Nürnberg war der FCG erster Tabellenführer der Saison 1997/98. Während der gesamten Saison stand die Mannschaft nie schlechter als auf Platz acht, an zwölf Spieltagen befand sie sich auf einem Aufstiegsplatz zur Bundesliga. Auf der Zielgeraden rutschte sie auf Rang fünf ab. Die letzten vier Spiele gingen jeweils unentschieden aus. Dagegen konnte der SC Freiburg seine vier letzten Partien gewinnen und an den Güterslohern vorbeiziehen. Großen Anteil an der erfolgreichen Saison hatte der Stürmer Angelo Vier, der mit 18 Toren Torschützenkönig wurde. Während der Winterpause sorgten die Gütersloher beim DFB-Hallenpokal für Aufsehen, als sie den FC Bayern München mit 4:2 schlugen.
Durch zahlreiche Abgänge, unter anderem verließ Torjäger Angelo Vier den Verein in Richtung Rapid Wien, konnte die Mannschaft in der folgenden Saison das Niveau nicht halten und kämpfte gegen den Abstieg. Eine 0:3-Niederlage bei Arminia Bielefeld am vorletzten Spieltag und der gleichzeitige 3:0-Sieg von Energie Cottbus bei Fortuna Düsseldorf besiegelten den Abstieg. Im DFB-Pokal blamierte sich der FCG mit einer 0:1-Erstrundenniederlage nach Verlängerung beim Viertligisten Sportfreunde Eisbachtal. Während der Regionalligasaison 1999/2000 musste der Verein wegen insgesamt neun Millionen Mark Schulden Insolvenz anmelden. Das letzte Spiel der Vereinsgeschichte wurde gegen die Amateure des VfL Bochum mit 1:3 verloren.
Zwar hatte die Stadt dem Verein Gewerbesteuern in Höhe von 500.000 Mark gestundet und Manager Paco Castillo sammelte weitere 400.000 Mark bei Gönnern ein. Als Investoren aus Hamburg und München ihre finanziellen Zusagen zurückzogen, konnte der FCG nicht mehr gerettet werden. Am 14. Februar 2000 wurde der Verein aufgelöst und die erste Mannschaft vom laufenden Spielbetrieb abgemeldet. Die weiteren Männer-, Frauen- und Jugendmannschaften konnten dagegen ihre Spiele ordnungsgemäß zu Ende bringen.

## Erfolge
- Meister der Regionalliga West/Südwest und Aufstieg in die 2. Bundesliga: 1996
- Meister der Oberliga Westfalen: 1984, 1995
- Westfalenpokalfinalist: 1986, 1989
- Ü-40-Westfalenmeister: 1993[7]

## Persönlichkeiten

### Spieler
Für eine Liste aller Zweitligaspieler des FC Gütersloh siehe Liste der Spieler des FC Gütersloh. Weitere Spieler des FC Gütersloh waren unter anderem:
- Rüdiger Abramczik
- Karsten Bremke
- Heribert Bruchhagen
- Vladimiras Buzmakovas
- Giuseppe Canale
- Eugeniusz Cebrat
- Giovanni Cirocca
- Steffen Enge
- Frank Faltin
- Markus Graskamp
- Volker Graul
- Özcan Güler
- Kemal Halat
- Michael Henke
- Roland Kopp
- Gianluca Marzullo
- Siegfried Maronna
- Michael Mason
- Heiko Meier
- Milan Milanović
- Andreas Nagel
- Dirk Otten
- Amaechi Ottiji
- Massimilian Porcello
- Helmut Schröder
- Robertas Tautkus
- Jörg Weber
- Matthias Westerwinter
- Martin Wiercimok

### Trainer
Der FC Gütersloh beschäftigte insgesamt 18 Trainer. Erster Trainer war Fritz Grösche. Die längste Amtszeit mit fünf Jahren hatte Heribert Bruchhagen. Unter ihm wurden die Gütersloher 1984 Meister der Oberliga Westfalen und erreichten zwei Jahre später das Endspiel im Westfalenpokal. Die zweitlängste Amtszeit hatte Johannes Linßen mit zwei Jahren und zweieinhalb Monaten. Unter Linßen wurde auch die beste Platzierung der Vereinsgeschichte erreicht, als die Gütersloher 1998 den fünften Platz in der 2. Bundesliga belegten. Volker Graul schaffte in zwei Amtszeiten die Aufstiege in die Regionalliga West/Südwest 1995 und den in die 2. Bundesliga ein Jahr später. Letzter Trainer des Vereins war Gerhard Kleppinger.

### Funktionäre

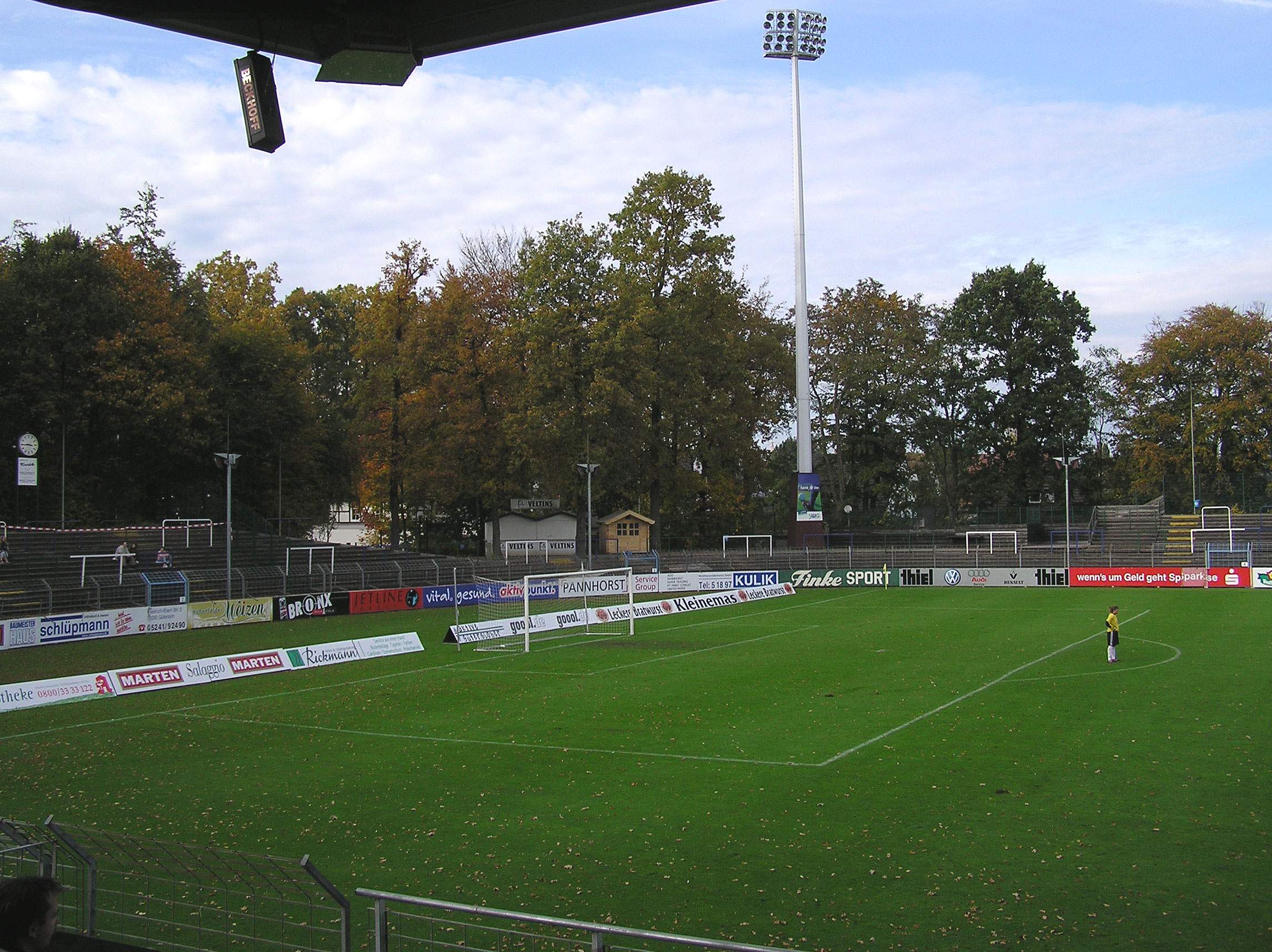
Heidewaldstadion, von der Sitzplatztribüne aus aufgenommen

Erster Präsident des FC Gütersloh war der Rechtsanwalt Rainer Schils, der von der Vereinsgründung im Jahre 1978 bis 1991 das Amt innehatte. Schils war es auch, der die Satzungslücke fand, durch die der Nachfolgeverein des FC Gütersloh ab der Saison 2000/01 in der Oberliga starten konnte. Einer seiner Nachfolger war der ehemalige Bundesligaschiedsrichter Manfred Führer, der das Amt zwischen 1994 und 1995 bekleidete. Ab 1996 war der damalige Finanzdirektor des Bertelsmann-Konzerns Jürgen Krämer Präsident des Vereins.

### Stadion
Heimspielstätte des historischen FC Gütersloh war das Heidewaldstadion im Stadtteil Sundern. Das Stadion wurde im Jahre 1933 eröffnet und hieß bis 1945 Adolf-Hitler-Kampfbahn. Im Jahre 1972 wurde das Stadion für zwei Millionen Mark in ein reines Fußballstadion mit 15.000 Plätzen umgebaut. Die Haupttribüne bietet 1150 überdachte Sitzplätze. Bereits die FCG-Vorgänger SVA, DJK und der heutige FC Gütersloh nutzten bzw. nutzen das Stadion ebenso wie der aus dem heutigen FCG entstandenen Frauenfußballverein FSV Gütersloh 2009.

## Weitere Mannschaften

### Zweite Mannschaft
Die zweite Mannschaft des FC Gütersloh startete in der Saison 1978/79 in der Verbandsliga, wo das Team am Saisonende nach einer 1:4-Niederlage im Entscheidungsspiel gegen den TuS Ahlen im neutralen Oelde absteigen musste. 1983 folgte der Abstieg in die Bezirksliga, bevor es für die Gütersloher Reserve zwei Jahre später in die Kreisliga A hinunter ging. Nach einem kurzen Gastspiel zwischen 1988 und 1990 konnte sich die zweite Mannschaft ab 1992 wieder in der Bezirksliga etablieren. Zunächst spielte das Team gegen den Abstieg, konnte aber im Jahre 1999 den Aufstieg in die Landesliga feiern. Ein Jahr später kam es zur Auflösung des Vereins, wobei die zweite Mannschaft die Saison beenden konnte.

### Nachwuchs
Im Nachwuchsbereich konnte der FC Gütersloh vier Westfalenmeisterschaften erringen. Die männliche D-Jugend konnte diesen Titel in den Jahren 1979, 1981 und 1998 erringen. Den vierten und letzten Westfalenmeistertitel gewann die männliche A-Jugend im Jahre 1999. Die Nachwuchsabteilung des historischen FC Gütersloh brachte den späteren deutschen Nationalspieler Arne Friedrich sowie die späteren Profis Engin Baytar, Josef Çınar, Uwe Hünemeier, Thomas Ostermann, Thomas Stratos, Thorsten Stuckmann und Paul Thomik hervor.

### Frauen
Im Jahre 1984 gründete der FC Gütersloh eine Frauenmannschaft, die bis zur damals drittklassigen Verbandsliga Westfalen vordrang. Im Jahre 2009 spaltete sich die Abteilung vom Nachfolgeverein FC Gütersloh 2000 als FSV Gütersloh 2009 ab.